# Förningen
Förningen är en sjö i Falu kommun i Dalarna som ingår i Dalälvens huvudavrinningsområde. Sjön har en area på 0,0441 kvadratkilometer och ligger 156,5 meter över havet.

## Delavrinningsområde
Förningen ingår i delavrinningsområde (673578-148798) som SMHI kallar för Utloppet av Rogsjön. Medelhöjden är 197 meter över havet och ytan är 61,25 kvadratkilometer. Räknas de 16 avrinningsområdena uppströms in blir den ackumulerade arean 190,31 kvadratkilometer. Rogsån (Fjällgrycksån) som avvattnar avrinningsområdet har biflödesordning 4, vilket innebär att vattnet flödar genom totalt 4 vattendrag innan det når havet efter 235 kilometer. Avrinningsområdet består mestadels av skog (62 procent). Avrinningsområdet har 18,01 kvadratkilometer vattenytor vilket ger det en sjöprocent på 29,4 procent. Bebyggelsen i området täcker en yta av 0,36 kvadratkilometer eller 1 procent av avrinningsområdet.